# Luka (piosenka)
Luka – piosenka napisana i wykonana przez amerykańską piosenkarkę i autorkę tekstów Suzanne Vegę. Została wydana jako drugi singiel z jej drugiego albumu studyjnego, Solitude Standing (1987), w maju 1987 roku. Jest to jej najwyżej notowany przebój w Stanach Zjednoczonych, osiągając 3. miejsce na liście Billboard Hot 100. Na całym świecie piosenka osiągnęła najwyższe miejsce w Szwecji, zajmując 2. pozycję, a także trafiła do pierwszej dziesiątki list przebojów w Austrii, Kanadzie, Nowej Zelandii i Południowej Afryce. W nagraniu piosenki Shawn Colvin śpiewa wokale w tle.
"Luka" przyniosła Vedze nominacje do nagród Grammy w 1988 roku, w tym w kategoriach Nagranie Roku, Piosenka Roku i Najlepszy Popowy Wokal Kobiecy. Vega nagrała także hiszpańskojęzyczną wersję piosenki, która została dołączona do wydania singla.

## Tematyka
Piosenka porusza temat przemocy wobec dzieci. W szwedzkim programie telewizyjnym w 1987 roku Suzanne Vega ujawniła swoją inspirację do napisania utworu "Luka":

Kilka lat temu widziałam grupę dzieci bawiących się przed moim budynkiem, a jedno z nich, o imieniu Luka, wydawało się nieco inne od pozostałych dzieci. Zawsze pamiętałam jego imię i twarz, chociaż niewiele o nim wiedziałam. Wydawał się jednak wyróżniać spośród innych dzieci, które widywałam bawiące się na podwórku. Jego postać była inspiracją do stworzenia piosenki 'Luka'. W piosence chłopiec Luka jest maltretowanym dzieckiem – w rzeczywistości nie sądzę, żeby był. Myślę, że był po prostu inny."

W holenderskim filmie dokumentalnym "Top 2000 à gogo" z grudnia 2018 roku Vega mówiła o znaczeniu piosenki:
"Chciałam napisać o przemocy wobec dzieci... Musiałam zastanowić się, jak napisać o temacie, o którym nikt nie mówi."
W 2021 roku ujawniła, że piosenka dotyczyła emocjonalnej i fizycznej przemocy, której doświadczyła od swojego ojczyma, Eda Vegi.
"Była przemoc w mojej rodzinie... W rzeczywistości to ja jestem Luka."
W 2023 roku w wywiadzie dla niemieckiej stacji radiowej Bayern 2 ponownie potwierdziła, że piosenka opowiada o jej własnych doświadczeniach z przemocą fizyczną:
"Wybrałam imię Luka i stworzyłam tę postać, ponieważ nie chciałam, żeby ludzie wiedzieli, że to byłam ja."

## Teledysk
Towarzyszący teledysk do piosenki "Luka" został wyreżyserowany przez Michaela Pattersona i Candice Reckinge. Został nakręcony w ciągu trzech dni w Nowym Jorku. W rolę Luki wcielił się aktor Jason Cerbone (który wiele lat później zagrał Jackiego Aprile Jr. w serialu Rodzina Soprano). Został on wybrany po przesłuchaniu ponad 90 dzieci, które ubiegały się o tę rolę.